# Rékai Miklós
Rékai Miklós, 1907-ig Riedl (Budapest, 1906. november 9. – Budapest, II. kerület, 1959. január 21.) magyar hárfa- és zongoraművész, zeneszerző, zenepedagógus és kultúrpolitikus.

## Élete
Zenész családból származott. Apja Rékai Nándor karmester, zeneszerző, testvére Rékai András operarendező volt.
A budapesti Zeneakadémián végzett Mosshammer Ottó tanítványaként. 1925-ben került Mosshammer mellé az Operaház zenekarába, és 1937-ben vette át mesterétől a hárfatanszéket a Zeneakadémián. A két állást harminc, illetve húsz éven át, egészen haláláig töltötte be.
Gyakran kirándult a könnyebb műfajok felé. Az 1920-as években kisérőzenét játszott mozikban némafilmekhez, ami által megtanult improvizálni, és elsajátította a komponálás alapjait. Ő vezényelte a Rékai Szalonzenekart és a Szimfonikus Jazz-zenekart. Az együttesek magyar, európai és amerikai szerzők műveit játszották, köztük az ő szerzeményeit is.
1934-ben kinevezték a Filharmóniai Társaság titkárává. 1938-ban a Társaság főtitkára lett, majd 1940-41-ben az ügyvezető alelnöke. A filharmóniai zenekar irányítására Európa legnagyobb karmestereit hozta Budapestre. 1941-ben a Harmónia hangverseny szövetkezet igazgatójává választották. Célja volt a vidéki, illetve határon túli magyar zene fejlesztése. Álma volt egy budapesti zenepalota megépítése, amelyben 3000, 1500 és 800 férőhelyes hangversenytermek vannak. A filharmóniánál és a szövetkezetnél Dohnányi Ernő volt a vezetőtársa.
Dohnányival baráti viszonyt is ápolt. Akárcsak Lehár Ferenccel, aki megbízta több művének a feldolgozásával például rádiós hangjáték céljára, illetve hagyatékának a kezelésével. 1957 legvégén került színre a Lehárról szóló életrajzi operettje Párizsban „Karácsony rózsája" címmel. A művet több, mint 250-szer játszották a Chatalet-színházban, és 18 európai színház kötötte le. 1957 elején, a párizsi operett bemutatójáról hazaérkezve, tragikus hirtelenséggel hunyt el. A Fiumei úti sírkertben temették el.
Nemzetközi karriert futott tanítványa volt Dalló Gyula, Devescovi Erzsébet, Lelkes Anna, Lubik Hédy és Würtzler Arisztid.
Mestere, Mosshammer Ottó lányát vette feleségül.

## Művei
- Zeneművészetünk érdekében (Budapest, 1939)
- A magyar zenekulturáért (Budapest, 1940)
- Hárfa-, gordonka-, hegedűverseny, teljes estét betöltő balett.

## Külső kapcsolat
- Rékai Miklós (1906-1959) HarpPost blog